# 多想和你再見一面
《多想和你再见一面》（英語：Promise of Decades），前名《你不来，我不老》，2024年中國内地與澳門合拍的愛情片，是澳门回归祖国25周年献礼电影，由中国电影股份有限公司领衔出品，徐欣羡、唐嘉輝執導，此沙、何超蓮領銜主演，曾志偉、刘亦淳主演，黄宗泽特别出演，于2024年12月14日在中国内地、香港、澳門同步上映。
本片剧本由北京电影学院副教授吴兵及在读研究生林琴琴共同创作，在第十八届“夏衍杯”优秀电影剧本征集活动中获“优秀电影剧本”奖项。

## 劇情
1998年，澳门女孩姗蒂（何超蓮饰）與来自北京的大学生乔明庄（此沙饰）相識，短暂相处后又各奔东西。20年后，乔明庄成为港珠澳大桥的工程师，姗蒂则继承了父亲燊记（曾志偉饰）的牛杂店，歷經變遷，兩人在机缘巧合下再次遇上……

## 演員
- 此沙 饰 乔明庄
- 何超蓮 饰 姗蒂（Sandy）
- 曾志偉 饰 燊记
- 黃宗澤 饰 邹润发
- 劉亦淳 饰 卞晓榕
- 白澍 饰 育国